# Tišina
Tišina is een gemeente in Slovenië.

## Plaatsen in de gemeente
Borejci, Gederovci, Gradišče, Krajna, Murski Črnci, Murski Petrovci, Petanjci, Rankovci, Sodišinci, Tišina, Tropovci, Vanča vas (een Roma-dorp)

## Geboren in Tišina

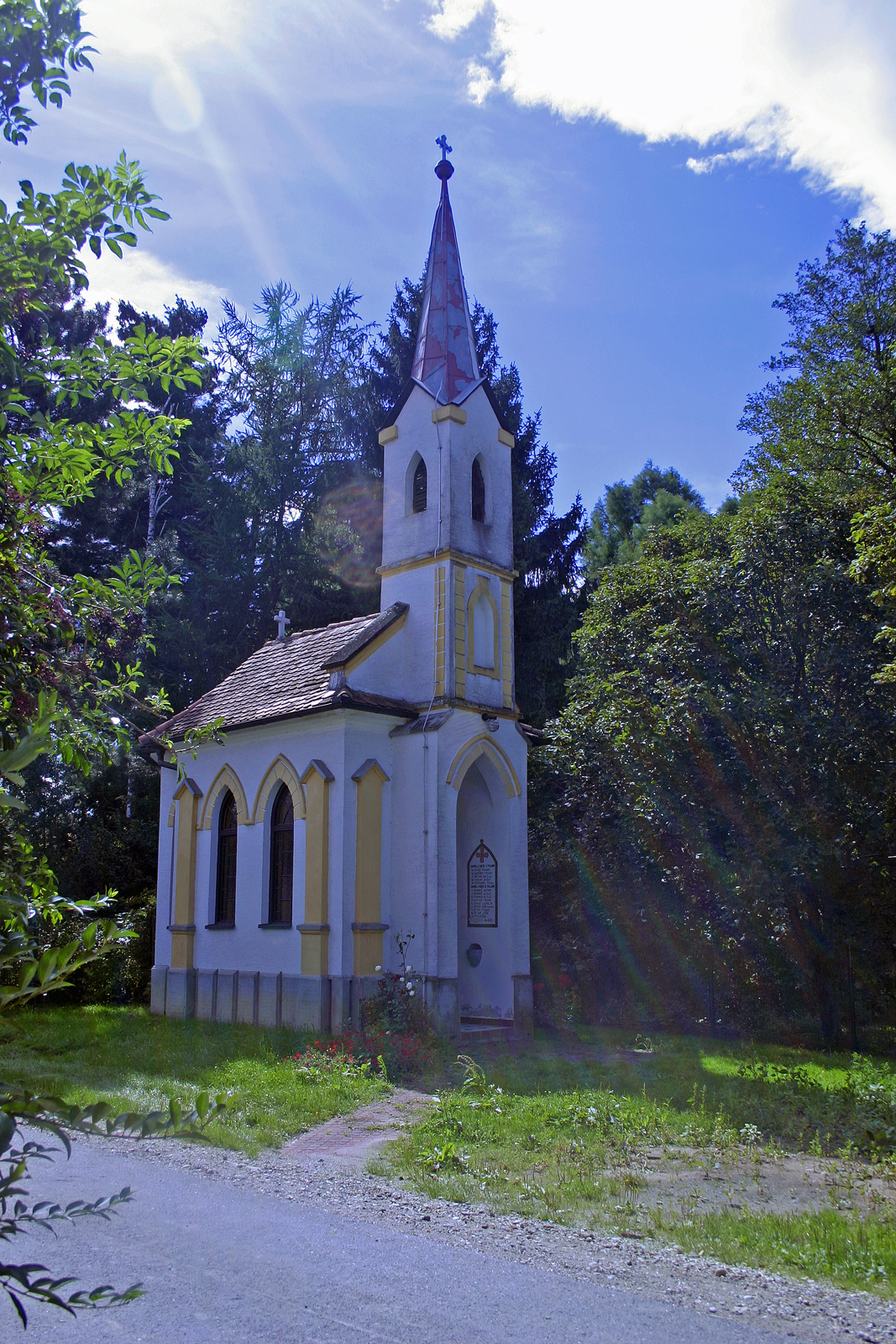
kapel H. Florianus in Petanjci (gebouwd 1757)

- Simon Špilak (1986), wielrenner

Apače · Beltinci · Cankova · Črenšovci · Dobrovnik · Gornja Radgona · Gornji Petrovci · Grad · Hodoš · Kobilje · Križevci · Kuzma · Lendava · Ljutomer · Moravske Toplice · Murska Sobota · Odranci · Puconci · Radenci · Razkrižje · Rogašovci · Šalovci · Sveti Jurij · Tišina · Turnišče · Velika Polana · Veržej
1. ↑  "Prebivalstvo po starosti in spolu, občine, Slovenija, polletno". Statistični urad Republike Slovenije. Geraadpleegd op 18 april 2021.